# Cosmoteologia
El término Cosmoteologia, junto con el término "ontoteología", fue inventado por Immanuel Kant "para distinguir entre dos tipos en competencia de "teología trascendental".
Kant definió la relación entre ontoteología y cosmosteología de la siguiente manera: 

"La teología trascendental tiene como objetivo inferir la existencia de un Ser Supremo a partir de una experiencia general, sin ninguna referencia más cercana al mundo al que pertenece esta experiencia, y en este caso se llama cosmoteología; o se esfuerza por conocer la existencia de tal ser, a través de meras concepciones, sin la ayuda de la experiencia, y luego se denomina ontoteología."